# Lobelia nubicola
Lobelia nubicola är en klockväxtart som beskrevs av Mcvaugh. Lobelia nubicola ingår i släktet lobelior, och familjen klockväxter. Inga underarter finns listade i Catalogue of Life.